# Centaurea hanryi
Centaurea hanryi — вид квіткових рослин айстрових (Asteraceae). Ареал: пд. Франція, пн.-сх. Іспанія.

## Морфологічна характеристика
Стебла гнучкі. Нижні листки зі змінними ланцетними або лінійно-довгастими сегментами. Квіткові голови досить дрібні, з яйцеподібною обгорткою 6 мм ушир. Квітки яскраво-червоні. Період цвітіння: червень і липень.